# Бритни Спирс
Бритни Џин Спирс (енгл. Britney Jean Spears; Маком, 2. децембар 1981) америчка је певачица, текстописац, плесачица, глумица и књижевница. Позната је као „Поп Принцеза” због свог утицаја на поп музику током 1990-их и 2000-их. Потврђено је да је до данас продала преко 100 милиона плоча у свету. RIAA је означава као осму на листи најпродаванијих женских извођача у САД, са продатих 36 милиона плоча у САД. Успех Бритни Спирс као соло певачице подржан је њеним другим активностима у медијима: појавила се у неколико филмова и серија на телевизији, издала је две књиге, потписала неколико уговора за рекламирање различитих производа, укључујући и своју линију парфема. До 2009. потврђено је да је продато преко 30 милиона бочица парфема у свету. Према извештају из новина Daily Express из 2013. сваких 15 секунди бива купљена по једна бочица парфема Бритни Спирс у свету, чинећи њену линију парфема као најпродаванију линију парфема свих познатих личности.

## Детињство и почетак музичке каријере
Бритни Спирс је рођена у Макому у савезној држави Мисисипи, од мајке Лин, учитељице у основној школи и оца Џејмија, грађевинског конструктора. Одрасла је у Кентвуду у савезној држави Луизијана. Свој пробој на музичку сцену покушала је већ у осмој години живота када се пријавила на аудицију за шоу Mickey Mouse Club-а. Међутим, није прошла аудицију јер су се продуценти сложили да је премлада за јавни наступ. Захваљујући једном од продуцената који је био одушевљен њом, Бритни је добила агента у Њујорку. Захваљујући томе, она је са мајком и млађом сестром живела на Менхетну где је неколико месеци похађала Professional Performing Arts School.
Ускоро су дошли и први успеси - 1991. године глуми у мјузиклу Ruthless, који је базиран на филму страве и ужаса из 1956. године The Bad Seed. Са 11 година поново је отишла на аудицију Mickey Mouse Club-а и прошла је. Стога је 1993. и 1994. године живела у Орланду (Флорида), где је емисија снимана. Тада је боравила у павиљону у којем је боравила цела екипа, а поред ње у емисији су наступала два будућа члана групе Ен Синк i Кери Русел, будућа звезда серијала Felicity. Ту се упознала и са певачем Џастином Тимберлејком, са којим је била у вези више година. Након завршетка снимања Mickey Mouse Club-а, Бритни се уписала у средњу школу у Луизијани. Пошто се страст према музичкој сцени није смирила, она у својој 15 години одлази у Њујорк на разговор са челницима музичке куће Џајв Рекордс. Са њима је потписала уговор и наредне две године снимала је њен деби албум са продуцентима Ериком Фостером (који је радио са Витни Хјустон) и Макс Мартином.

## 1998—2000:Baby One More Time, Oops!...I Did It Again
Албум ...Baby One More Time снимљен је почетком 1998. године, али није пуштен у продају до 12. јануара 1999. године. За то време, Бритни је радила промотивне наступе у трговачким центрима широм Сједињених Држава. Њен први сингл "...Baby One More Time" пуштен је у продају у октобру 1998. године. Након објављивања, албум се нашао на врховима музичких топ-листа што га је учинило првим дебитантским албумом који је постао албум године у САД. Музички спот у којем је она одевена као стидљива католичка средњошколка такође је стигао до првих места топ-листа музичких спотова. Са албума су такође објављени синглови: "Sometimes", "(You Drive Me) Crazy", "Born to Make You Happy" te "From the Bottom of My Broken Heart". До септембра 1999. године албум се продао у преко 6 милиона примерака. Нешто пре тога, у јуну исте године Спирс је кренула на своју прву солистичку турнеју. С обзиром на број продатих албума и њену популарност, можда није потребно рећи како су њени концерти били веома добро посећени. Исте године (1999) освојила је пуно награда MTV Europe-a - Best Female, Best Pop, Best Breakthrough Artist i Best Song (или на српском: најбољи женски извођач, најбоља поп певачица, најбољи нови извођач и најбоља песма).
Године 1999. с мајком је написала књигу Heart To Heart. У књизи Бритни и њена мајка пишу о животу, љубави, слави и сновима. Но, у књизи можете наћи и одговоре, које нуде аутори књиге: Како разговарати са мајком? Како охрабривати властито дете? Како се носити с успехом и неуспехом? Млада Бритни је основала и Бритни Спирс Фондацију која организује летње кампове у савезној држави Масачусетс. Образлажући разлоге зашто је основа Бритни Спирс Фондацију Брит је рекла: „Тако сам срећна што могу деци дати прилику да науче Нештин о запањујућем свету плеса и музике, а који је захваљујући срећи постао велики део мог живота."
Други албум Oops!... I Did It Again у продаји се појавио почетком маја 2000. године. Само у првих недељу дана албум се продао у САД у 1,3 милиона примерака. То је овај албум учинило најбоље продаванијим албумом неке певачице икада у САД. Широм света албум је продат у преко 20 милиона примерака. Захваљујући албуму, номинована је за две Греми награде - Best Vocal Pop Album (најбољи вокални албум) i Best Female Pop Vocal Performance (најбољи женски наступ поп вокала) за сингл "Oops!... I Did It Again". Касније је албум имао још успешних синглова као што су "Stronger", "Don't Let Me Be the Last to Know" и "Lucky"

## 2001—2003:Britney, In the Zone
Бритни је објавила свој трећи студијски албум Britney у новембру 2001. Албум је дебитовао на броју један у САД од продаје 745.744 примерака током прве недеље. Бритнин први сингл I'm a Slave 4 U, достигао је прво место на Billboard Hot 100. Да би промовисала албум, Бритни је кренула на Dream Within a Dream турнеју у новембру 2001. Бритни је наступала по трећи пут узастопно на додели музичких награда MTV Video Music Awards. У току наступа уз песму I'm Slave 4 U, користила је затворене животиње у кавезу и играла је са питоном око врата. Организација Пета је критиковала тај Бритнин поступак. Почетком 2002, Бритни је прекинула своју четворогодишњи везу са Џастином Тимберлејком.
Године 2002., Бритни је имала своју прву главну улогу у филму Нисмо више клинке (Crossroads).
Форбс магазин је рангирао Бритни као најмоћнију познату личност са зарадом од преко 39,2 милиона долара. На додели MTV Video Music Awards музичких награда 2003. године, она се појављује са Кристином Агилером певајући песму "Like a Virgin", а касније током песме им се придружује и америчка поп певачица Мадона, с којом се касније у току наступа прво Бритни пољубила у уста, а касније Кристина. Међутим, велику медијску пажњу много је више привукао Бритнин и Мадонин пољубац који је постао један од најпознатијих догађаја у историји доделе ових музичких награда.
Бритни издаје свој четврти студијски албум In the Zone у новембру 2003, Бритни је коаутор осам од тринаест песама. Албум достиже број један у САД, са продатих преко 609.000 примерака у првој недељи продаје. Овим Бритни постаје једина жена у музици која има 4 константна #1 албума од преко 500 000 копија. Први сингл "Me Against the Music", снимљен са Мадоном, постао је светски хит, а други сингл "Toxic" је био много већи и продаванији хит и Бритни је са њим успела да освоји свој први Греми 2004. године у категорији за најбољу денс песму. Трећи сингл је песма "Everytime", која је постала Бритнина најпознатија балада чији је спот изазвао мали скандал пошто је она у споту умрла и оживела. Тачније оригинални концепт спота је био поновно рођење где Бритни потпуно умире и поново се рађа као нова беба. Међутим, да би се стишале буре медија, Бритнин тим убацује сцену где она излази из каде и схвата колико је живот леп. 3. јануара 2004. године удаје се за свог пријатеља из детињства Џејсона Алена Александра у Лас Вегасу. Брак је трајао само 55 сати. После тога, Бритни је започела своју четврту светску турнеју Onyx Hotel Tour, с којом је зарадила преко 34 милиона долара. Турнеја је била прекинута када је Бритни повредила своје колено на снимању спота за песму "Outrageous" која је постала четврти сингл са албума.

## 2004—2007: Компилацијски албуми,Blackout
Током друге половине 2004. године, Бритни је објавила да узима одмор. У јулу Бритни се верила са Кевином Федерлајном, три месеца након што су се срели. Запоставља своју каријеру да би се посветила породичном животу. У септембру исте године издала је свој први парфем Curious с којим је зарадила 12 милиона долара. Крајем новембра 2004. године, објавила је своју прву компилацију највећих хитова под називом Greatest Hits: My Prerogative, а након тога снимила је свој ријалити-шоу "Britney and Kevin: Chaotic".
Убрзо се удаје и 14. септембра 2005. добила је сина који је добио име Шон Престон Спирс Федерлајн. Ускоро је издала албум са колекцијом ремиксованих хитова B in the Mix: The Remixes и свој други парфем Fantasy. У трећем месецу 2006. године, појавила се у серији Вил и Грејс. У мају 2006. у емисији Дејвида Летермана потврдила је трачеве да је поново трудна. Бритни је родила свог другог сина, Џајден Џејмс Федерлајна 12. септембра у Лос Анђелесу. Спирс је поднела захтев за развод од Федерлајна 7. новембра 2006, наводећи непомирљиве разлике и тражећи и физичко и правно старатељство над њихово двоје деце. Развод брака пратили су разни медијски скандали попут рехабилитације, бријање главе, одузимање деце.
Бритни издаје пети албум, Blackout крајем 2007. године који је дебитовао на другом месту Billboard Hot 200. Први сингл са албума, "Gimme More" је постао њен највећи хит у САД после првог сингла "...Baby One More Time". "Gimme More" се продала само у САД у преко 1,2 милиона примерака, а у целом свету преко 4 милиона. примерака. Са том песмом Бритни је наступала на додели музичких награда MTV Video Music Awards. Наступ је привукао светску негативну пажњу и многи су јој предвиђали крај каријере, до ког наравно није дошло. Други сингл "Piece of Me", у коме Бритни пева о медијима који је негативно описују, постао је још већи хит доносећи јој неколико МТВ ВМА награда 2008. године. Трећи сингл и последњи сингл са албум био је "Break the Ice".

## 2008—2010:Circus, The Singles Collection
Године 2008, Бритни гостује-глуми у ЦБС-овом телевизијском шоу Како сам упознао вашу мајку и игра рецепционарку. Она је добила позитивне критике за њен наступ, као и довођење серије икада највишим оценама. Бритни је репризирала своју улогу у мају 2008, остављајући причу отворену за будући повратак.
Дана 7. септембра 2008, Бритни отвара MTV Video Music Awards музичких награда и осваја три награде по први пут. Бритни је освојила најбољи женски видео, најбољи поп видео и видео године за "Piece of Me".
Дана 15. септембра, Џив Рекордс објавио изјаву најављујући наслов шестог студијског албума, Circus и његов први сингл Womanizer. Сингл је објављен на радио-станицама 26. септембра, а датум издавања за албум је 2. децембра, на Бритнин 27. рођендан. Дана 15. октобра, песма је забележила рекордни скок на број један на Billboard Hot 100. Бритнин Womanizer је означио први број један сингл у Топ 100 још од свог дебија, "...Baby One More Time"
Бритни је 6. новембра 2008. освојила две награде на MTV европских музичких награда 2008, „Албум године“ и Акт 2008.
'Circus је дебитовао на броју један на Billboard Hot 200 са продајом од 505.000 примерака у првој недељи. Ово је постао Бритнин пети број један албум, што ју је означило као јединог женског извођача са 5 #1 албума од преко 500 000 копија продатих у првој недељи.
У фебруару 2009, Бритни постиже даљи успех у учвршћивању свог повратка тако што други сингл њеног албума "Circus" је постао број један на Топ-40 радио листи. У марту, Бритни је кренула у турнеју The Circus Starring: Britney Spears која је почела 3. марта 2009.
Спирсова је 10. новембра 2009. објавила своју другу компилацију хитова The Singles Collection у част њене десетогодишњице у музичкој индустрији. Нови сингл "3", достиже врх на Billboard Hot 100 што је њен трећи # 1 хит у САД, такође први пут у 3 године да је песма директно дебитовала на # 1 на табели.
Године 2010. почела су нагађања око Бритниног седмог студијског албума. Бритни, пошто је у мају постала најпраћенија на интернет сервису Твитер, фановима је одговорила да спрема изненађење око новог албума.

## 2011—2012:Femme Fatale
Дана 11. јануара 2011. је изашао нови Бритнин сингл, Hold It Against Me који је већ од првог дана почео да обара рекорде на iTunes у 18 држава, а у САД обележио велики скок на 1 место на америчкој радио бази. Сингл је продао више од 1.450.000 примерака само у Америци и око 2.200.000 копија албума у свету.
Дана 4. марта 2011. је изашао други сингл са албума "Femme Fatale", под називом "Till The World Ends". Сингл је дебитовао у ТОП 3 на Billboard-у и постао велики хит тако што је до сада продао 2.250.000 копија само у Америци. Такође је ово Бритнина друга најслушанија песма на радију.
Дана 29. марта 2011. је дугоочекивани албум 'Femme Fatale објављен, са малим одлагањима. Албум је у својој првој недељи продао више од 280 000 копија у Америци, док је на светском нивоу, албум продат у преко 560 000 копија. Албум је прве недеље доспео до 1. места на Billboard 200, збацивши британску певачицу Адел са првог места. Албум је такође доспео на 1. места у Аустралији и Канади и у топ 10 у скоро свим осталим земљама. Критичари су ”Femme Fatale” оценили углавном одличним оценама, проглашујући га за певачицин најбољи албум до сада.
Дана 11. априла 2011. је изашао ремикс Ријанине песме која је доспела на прво место на Billboard-у. То је Бритнин пети сингл на првом месту.
Дана 21. јуна 2011. излази Бритнин трећи сингл са албума која се зове I Wanna Go. У Августу песма је ушла у топ 10 на Billboard-у на 7. месту. То је први пут да Бритни, са једног албума, има три песме у топ 10. Ово је Бритнина најслушанија песма на радију.
Дана 16. јуна 2011. започела је Бритнина турнеја по Америци да промовише албум. Турнеја је добила добре критике, и критичари су приметили да пева уживо за разлику од претходне турнеје, и да поново игра као пре. Бритни је најавила да ђе турнеја да буде снимљена на DVD-у. 28. августа одржале су се MTV награде. На наградама Бритни је добила две награде. Такође је добила и признање које је једино добила Мадона. На наградама Лејди Гага је изјавила да индустрија не би била иста без Бритни Спирс. Четврти и последњи сингл са албума је био Criminal што је одушевило фанове. У споту се појављује и Бритнин бивши заручник. Спот за песму је снимљен у Лондону. Бритни је завршила своју турнеју. Након неког времена DVD са турнеје је изашао у продају. Следећи месец изашао је њен други ремикс албум, "B in the Mix: The Remixes Vol. 2". У децембру 2011 се верила са Џејсоном Травиком са којим је прекинула заруке у јануару 2013.
У 2012. Бритни је потписала уговор од 15 милиона долара којим постаје судија на америчкој верзији "X Factor"-а. Она је такође гостовала на песми "will.i.am"-а која се зове Scream & Shout. Песма је имала велики успех. Снимљене су две верзије спота, за сингл и за ремикс.

## 2013:Britney Jean
Након завршетка "X Factor"-а Бритни је почела радити на свом осмом студијском албуму који се зове Britney Jean. На овом албуму као гости се појављују will.i.am који је такође и извршни продуцент албума, репер T.I. и Бритнина сестра Jamie Lynn. Албум је пуштен фановима на слушање седам дана пре службеног објављивања, након чега се могао купити.
Она је добила резиденцију у Лас Вегасу под називом "Piece of Me", која је одржавана у познатом хотелу "Planet Hollywood". Са наступима је почела 27. децембра 2013. и током двије године она ће имати око 100 наступа. На наступима пева своје старе хитове уз неке нове песме.
У априлу 2013, Бритни је обавестила фанове да је снимила песму Ooh La La за филм Штрумпфови 2 која је објављена у јуну исте године. Снимљен је и спот за песму а у њему се појављују и њени синови.
Бритни је објавила свој први сингл са осмог албума који се зове Work Bitch 16. септембра 2013. Она се такође појавила као гост на песми SMS (Bangerz) од Мајли Сајрус. Други сингл, Perfume, изашао је 4. новембра 2013. а за њега је објављен и спот.
У документарцу "I am Britney Jean" Бритни показује како се припремала за шоу у Лас Вегасу. Документарац је премијерно приказан 22. децембра.

## 2014—2016:The Intimate Collection и девети студијски албум
Дана 8. јануара 2014. Бритни је добила своју прву Пипл Чоис награду за омиљеног поп извођача. Упркос неуспеху албума "Britney Jean", песма Alien се нашла на осмом месту билбордове листе, иако није била сингл. У августу 2014. Бритни је на свом твитер профилу потврдила да је продужила уговор са музичком кућом RCA, те да пише песме и ради на новом албуму. Такође, најавила је своју линију доњег веша, звану The Intimate Collection by Britney Spears. У септембру 2014. Бритни је саопштила фановима како је продужила своју резиденцију у Вегасу за још двије године. У марту 2015. је потврђено како је Спирсова снимила дуетску песму са Иги Азелијом, звану Pretty Girls. Песма је достигла 29. место на билбордовој љествици а такође је први пут уживо изведена на додели билбордових музичких награда. У јуну 2015. Бритни се појавила као гост на албуму легенде денс музике са песмом Tom's Diner.
Такође, Бритни је добила Тин Чоис награду за свој стил.
Дана 26. априла 2016. албум Glory угледао је светлост дана и дебитовао на трећем месту у првој недељи продаје. Спирс је са албума објавила два сингла Make me и Slumber Party. Иако је албум поприлично добро прошао код критичара и обожаватеља, на жалост већу славу није добио. Највише због недостатка промоције истог, јавних наступа синглова итд. Упркос свему томе, обожаватељи и музички критичари албум Glory сврставају у један од њених најбољих албума, на ком је била текстописац скоро свих песама.

## 2018: Први унисекс парфем и нова резиденција у Лас Вегасу
У јулу 2018. године Спирсова представља свој први унисекс парфем под називом Prerogative по истоименој песми из 2004. године. Овај парфем је дуго очекиван од стране мушких обожаватеља певачице и самим тим, остала верна свима као и осталим љубитељима њених парфема. Парфем је слаткасто-дрвенастих нота и стога је званични слоган истог "Мирис за све".

## Domination
Име је нове резиденције у Лас Вегасу коју је Спирсова најавила у октобру 2018. године а која је требало да почне у фебруару 2019. Спирсова је отказала резиденцију почетком јануара 2018. године због озбиљне болести њеног оца. Од тада се потпуно повукла из медија и потврдила музичку паузу до даљњег.
У 2018-ој години Бритни је зарадила преко 30 милиона долара, чиме ју је магазин Форбс уврстио у 10 најплаћенијих певачица, заслужно на 10-о место листе.
Бритни је ову суму зарадила углавном захваљујући својој Европској мини турнеји али и бијући заштитно лице за колекцију Француске дизајнерске куће Кензо и Америчке компаније Пепси.

## Продаја албума (април 2018.)
- ...Baby One More Time: продат преко 31,5 милиона примерака
- Oops!... I Did It Again: продат преко 25,2 милиона примерака
- Britney: продато преко 15,5 милиона примерака
- In the Zone: продат око 12 милиона примерака
- Blackout: продат преко 4,5 милиона примерака
- Circus: продат преко 7 милиона примерака
- Femme Fatale: продат преко 4,2 милиона примерака
- Britney Jean: продат преко 1,2 милиона примерака
- Glory: продато око 800 хиљада примерака

## Дискографија

### Студио албуми
- 1999: ...Baby One More Time
- 2000: Oops!... I Did It Again
- 2001: Britney
- 2003: In the Zone
- 2007: Blackout
- 2008: Circus
- 2011: Femme Fatale
- 2013: Britney Jean
- 2016: Glory

### Видеографија
| Спот                               | Година | Режисер                    |
| ---------------------------------- | ------ | -------------------------- |
| ...Baby One More Time              | 1999   | Нигел Дик                  |
| Sometimes                          | 1999   | Нигел Дик                  |
| (You Drive Me) Crazy               | 1999   | Нигел Дик                  |
| Born to Make You Happy             | 1999   | Били Вудруф                |
| From the Bottom of My Broken Heart | 1999   | Грегори Дарк               |
| Oops!... I Did It Again            | 2000   | Нигел Дик                  |
| Lucky                              | 2000   | Дејв Мејерс                |
| Stronger                           | 2000   | Џозеф Кан                  |
| Don't Let Me Be the Last to Know   | 2001   | Херб Рајтс                 |
| I'm a Slave 4 U                    | 2001   | Францис Лавренс            |
| Overprotected                      | 2001   | Били Вудруф                |
| I'm Not a Girl, Not Yet a Woman    | 2002   | Вејн Ишам                  |
| Overprotected                      | 2002   | Крис Ејплбаум              |
| I Love Rock 'n' Roll               | 2002   | Крис Ејплбаум              |
| Boys                               | 2002   | Дејв Мејерс                |
| Me Against the Music               | 2003   | Пол Хунтер                 |
| Toxic                              | 2004   | Џозеф Кан                  |
| Everytime                          | 2004   | Дејвид ЛаЧапел             |
| My Prerogative                     | 2004   | Џејк Нава                  |
| Do Somethin                        | 2005   | Били Вудруф, Мона Лиса     |
| Someday (I Will Understand)        | 2005   | Мајкл Хаусман              |
| Gimme More                         | 2007   | Џејк Сарфати               |
| Piece of Me                        | 2007   | Вејн Ишам                  |
| Break the Ice                      | 2008   | Роберт Хајлс               |
| Womanizer                          | 2008   | Џозеф Кан                  |
| Circus                             | 2008   | Францис Лавренс            |
| If U Seek Amy                      | 2009   | Џејк Нава                  |
| Radar                              | 2009   | Дејв Мејерс                |
| Kill The Lights                    | 2009   | PUNY                       |
| 3                                  | 2009   | Дајан Мартел               |
| Hold It Against Me                 | 2011   | Џонас Акерлунд             |
| Till the World Ends                | 2011   | Реј Кеј                    |
| I Wanna Go                         | 2011   | Крис Марс Пилиеро          |
| Criminal                           | 2011   | Крис Марс Пилиеро          |
| Scream & Shout                     | 2012   | Бен Мур                    |
| Scream & Shout (Remix)             | 2013   | Бен Мур                    |
| Ooh La La                          | 2013   | Марк Класфилд              |
| Work Bitch                         | 2013   | Бен Мур                    |
| Perfume                            | 2013   | Џозеф Кан                  |
| Pretty Girls                       | 2015   | Камерон Дуди, Иги Азејлија |
| Make Me...                         | 2016   | Ренди Ст. Николас          |
| Slumber Party                      | 2016   | Колин Тили                 |

### Компилације
- 2004: Greatest Hits: My Prerogative
- 2005: B in the Mix: The Remixes
- 2009: The Singles Collection
- 2011: B in the Mix: The Remixes Vol. 2
- 2012: Oops! I Did It Again: The Best Of
- 2012: Playlist: The Very Best of Britney Spears
- 2013: The Essential Britney Spears

## Турнеје
- 1999—2000: ...Baby One More Time Tour
- 2000: Oops!... I Did It Again World Tour
- 2001 – 2002: Dream Within a Dream Tour
- 2004: The Onyx Hotel Tour
- 2009: The Circus Starring Britney Spears
- 2011: The Femme Fatale Tour
- 2013—2018: Piece Of Me